# Dieter Andresen
Dieter Andresen (* 16. März 1935 in Sterup) ist ein evangelischer Pastor und niederdeutscher Schriftsteller.

## Leben
Andresen legte 1955 an der Goethe-Schule in Flensburg das Abitur ab und studierte Evangelische Theologie. Danach arbeitete er als Dozent und Gemeindepastor. Von 1968 bis 1974 war er Studentenpastor in Kiel, später war er Pastor in Rabenkirchen und Arnis, danach sechs Jahre lang Ausbildungsmentor am Predigerseminar Preetz. Nach einer Zeit als Pastor in Steinbergkirche wurde er zusammen mit seiner Frau Gisela Andresen Leiter des Nordelbischen Bibelzentrums St. Johanniskloster in Schleswig.
Dieter Andresen promovierte 1982, er war mehrere Jahre lang Lehrbeauftragter für Plattdeutsche Kirchensprache an der Theologischen Fakultät der Christian-Albrechts-Universität zu Kiel. Er trat 1998 in den Ruhestand, übt aber noch eine begrenzte Tätigkeit am Nordelbischen Bibelzentrum aus.

## Veröffentlichungen (Auswahl)
- Plattdüütsch Gottesdeenst. Ordnung des Hauptgottesdienstes, Abendmahlsfeier, Sammlung agendarischer Gebete in plattdeutscher Sprache. Hademarschen 1975.
- Niederdeutsch als Kirchensprache. Festgabe für Gottfried Holtz. (Zusammen mit Johann D. Bellmann, Heinrich Kröger).  Vandenhoeck & Ruprecht, Göttingen 1980, ISBN 3-525-58116-5.
- Anfänge kirchlicher Terminologie und theologischer Rede in niederdeutscher Sprache. Kiel 1982.
- Plattdüütsch in de Kark. Texten un Leeder vun den Hamborger Karkendag. Breklumer Verlag, Breklum 1983, ISBN 3-7793-0210-1.
- Spill üm Doornroos. Komödie in vier Akten. (Übersetzung, Original von Andreas Gryphius). Mahnke, Veern 1986.
- Öllernabend. Spiel in einem Akt. Mahnke, Veern 1986.
- Dat Osterspeel vun Redentin. Ut dat Middelnedderdüütsche, öwersett vun Dieter Andresen. Westholsteinische Verlagsanstalt Boyens & Co., Heide 1991, ISBN 3-8042-0545-3.
- Güntsiet vun Eden. Texte aus der biblischen Urgeschichte (1. Mose 1 – 11). Dokumentation einer plattdeutschen Bibelwoche vom 6. bis 12. Mai 1991 in Angeln. Plattform Plattdüütsch in de Kark, 1998.
- Dieter Andresen liest Fritz Reuter. Live in der Bücherei Kappeln. (CD), Musik Plus Schirmer, Stoltebüll 2003.
- Dieter Andresen liest [aus der Baasdörper Krönk von] Friedrich Ernst Peters. Live in der Gehörlosenschule in Schleswig. (CD), Musik Plus Schirmer, Stoltebüll 2004.
- Kraftfeld Heimat. Profile des Nordens, Norderstedt 2006, ISBN 978-3-8334-5332-8.
- Dieter Andresen liest Krüschan Holschen. Live in der Bücherei Kappeln. (CD), nord ton production, Kiel 2006.
- Plattdeutsche Märchen, gelesen von Marlies Kováts und Dieter Andresen. (CD), nord ton, Kiel 2007.
- De verloren Söhn. Burkard Waldis; ut dat middelnedderdüütsche övers. vun Dieter Andresen. Plattform Plattdüütsch in de Kark, Soltau 2008.
- Güstern is noch nich vörbi. Plattdüütsche Texte, utwählt un vördragen von Marlies Kováts un Dieter Andresen. Schuster, Leer 2008.
- Peter Lurenz bi Abukir. John Brinckman, gelesen von Dieter Andresen. (CD), nord ton, Kiel 2010.
- Humanismus Gottes. Beiträge zu theologischer Identität und diskursfähigem Christentum, Lit, Berlin; Münster 2017, ISBN 978-3-643-13672-5.

## Auszeichnungen
- 2002: Niederdeutscher Literaturpreis der Stadt Kappeln[1]
- 2016: Quickborn-Preis[2]